# Jean Roy (critique musical)
Pour les articles homonymes, voir Roy et Jean Roy (homonymie).
Jean Roy, né à Paris en 1916 où il est mort le 19 septembre 2011 à l'âge de 95 ans, est un critique musical, musicologue et producteur de radio français.

## Biographie
Jean Roy est critique musical notamment à La Revue musicale d'Henry Prunières, à Diapason puis Le Monde de la musique. De 1985 à 1998, il fut secrétaire de la revue annuelle Cahiers Maurice Ravel, dont le numéro 14 de 2011 lui est dédié.
Comme musicologue, il a publié plusieurs monographies, notamment sur le Groupe des six, Maurice Ravel, des pianistes tels Samson François et Robert Casadesus.
Il fut aussi producteur de radio. En 1946, il fut l'un des cofondateurs avec Armand Panigel de l'émission la Tribune des critiques de disques sur Paris Inter puis France Musique.
Il exerça également des responsabilités dans diverses associations et institutions défendant des musiciens : il fut notamment vice-président des Amis de Francis Poulenc, président des Amis de Darius Milhaud, président du Comité Roger Désormière.

## Ouvrages
- La Vie de Berlioz racontée par Berlioz, Paris, Éditions Julliard, 1954, 276 p. (BNF 31800323)
- Présences contemporaines : musique française, Paris, Nouvelles Éditions Debresse, 1962, 488 p. (BNF 37438700)
- Francis Poulenc, Paris, Seghers, coll. « Musiciens de tous les temps », 1964, 190 p. (BNF 37439067)
- Darius Milhaud, Paris, Seghers, coll. « Musiciens de tous les temps », 1968, 192 p. (BNF 37439847)
- Bizet, Paris, Éditions du Seuil, coll. « Solfèges », 1983, 192 p. (ISBN 2-02-006512-6, BNF 34717750)
- Maurice Ravel, Lettres à Roland-Manuel et à sa famille : préface et notes de Jean Roy, Quimper, Calligrammes, 1986, 168 p.
- Hélène Jourdan-Morhange et Vlado Perlemuter, Ravel d'après Ravel. Suivi de Rencontres avec Vlado Perlemuter, Aix-en-Provence, Alinéa, 159 p. (BNF 35026112) Réédition par Jean Roy, augmentée, d'un livre paru en 1953
- Le Groupe des Six, Paris, Éditions du Seuil, coll. « Solfèges », 1994 (ISBN 978-2-02-013701-0, BNF 35692811)
- Samson François, le poète du piano, Paris, Josette Lyon, coll. « Les Interprètes créateurs », 1997, 176 p. (ISBN 2-906757-85-3)
- L'intemporel Robert Casadesus : pianiste et compositeur, Paris, Buchet/Chastel, 1999, 121 p. (ISBN 2-283-01799-8, BNF 38456873) Livre accompagné d'un CD